# ハロルド・エメリー・ムーア
ハロルド・エメリー・ムーア（Harold Emery Moore, Jr、1917年7月7日 – 1980年10月17日）はアメリカ合衆国の植物学者である。ヤシ科の植物の分類研究で知られる。

## 略歴
マサチューセッツ州に生まれた。199年にマサチューセッツ州立大学を卒業し、ハーバード大学に進み、1942年に博士号を得た. 。第二次世界大戦で1946年までアメリカ陸軍に召集され.、1947年にハーバード大学のグレイ標本館の職員となった。1948年にコーネル大学のL.H.ベイリー試験農園（L.H.Bailey Hortorium ）の助教授となり、1951年に准教授、1960年に教授となった。1960年から1969年の間、標本館の館長を務め、1978年に、リバティ・ハイド・ベイリー(Liberty Hyde Bailey)を記念して設けられた教授職に選ばれた。ヤシ科の分類が専門であるが、イワタバコ科、フウロソウ科、ヒガンバナ科、ウリ科やツユクサ科の研究にも貢献した。園芸事典、"Hortus Third: A Concise Dictionary of Plants Cultivated in the United States and Canada"の主要著者の1人であり、ヤシ科の研究誌、"Principes" （現在のタイトルは "Palms")を創刊編集した。
ムーアはヤシの研究を1948年から始め、高齢になっていたベイリーの取り組んでいた、ヤシ科の植物の分類研究と種を網羅した著作、"Genera Palmarum"の執筆をベイリーの没後、引き継いだ。アメリカやヨーロッパの収集家を訪れ、これまで、ヤシ科の属の分類に欠けていた属間の進化分類を行うために、海外を訪れて200余りある属のうち18を除いて収集した。1973年に論文、"The Major Groups of Palms and Their Distribution"（「ヤシの主要グループと分布」）を執筆し 、没する前の3年間を"Genera Palmarum"の執筆に取り組み、"Genera Palmarum"は、ウール（Natalie Uhl）とドランスフィールド（John Dransfield）によって整理され1987年に出版された。
1946年と1955年にJohn Simon Guggenheim Memorial FoundationからGuggenheim Fellowshipsを受け、1954年にフェアチャイルド熱帯植物園の創業者メダルを受賞し、アメリカ・グロキシニア・ジェスネリアード協会の終身名誉会員の称号を得た
。

## 著作
- African Violets, Gloxinias and their relatives (1957)
- An Annotated Checklist of Cultivated Palms (1963)
- The Major Groups of Palms and their Distribution (1973)